# Tochi Chukwuani
Tochi Chukwuani, né le 24 mars 2003 à Herlev au Danemark, est un footballeur danois qui évolue au poste de milieu de terrain au Sturm Graz.

## Biographie

### FC Nordsjælland
Né à Herlev au Danemark, de parents nigérians, Tochi Chukwuani est formé par le FC Nordsjælland. Très précoce, il s'entraîne pour la première fois avec l'équipe première à 14 ans. Le 25 juillet 2019, il signe un nouveau contrat, le liant avec le club jusqu'en juin 2022.
C'est avec ce club qu'il fait ses débuts en professionnel, jouant son premier match le 22 septembre 2019, lors d'une rencontre de championnat face à l'Aalborg BK. Il entre en jeu à la place de Magnus Kofod Andersen et son équipe s'impose par deux buts à un.

### Lyngby BK
Libre de tout contrat à l'été 2022, Tochi Chukwuani s'entraîne pendant quelque temps avec le Lyngby BK avant de s'engager le 31 août 2022 avec le club, qui vient juste de faire son retour en première division. Il signe un contrat de deux ans,.

### Sturm Graz
Le 20 mars 2024, le club officialise la signature de Tochi Chukwuani au Sturm Graz arrivant à la fin de son contrat au Danemark. Il rejoint le club autrichien lors du mercato d'été pour un contrat de quatre ans.

### En sélection
Avec les équipes de jeunes il représente le Danemark, notamment les moins de 17 ans de 2019 à 2020, où il porte notamment le brassard de capitaine à plusieurs reprises.
Avec les moins de 19 ans, Chukwuani marque dès son premier match, le 8 octobre 2020, contre la Pologne, contribuant à la victoire de son équipe par trois buts à un. Il est également l'auteur d'un doublé un an plus tard, le 9 octobre 2021 face au Kazakhstan (victoire 5-2 du Danemark). Au total il marque trois buts en huit matchs avec cette sélection entre 2020 et 2021.
Chukwuani joue son premier match avec l'équipe du Danemark espoirs le jour de ses 20 ans, le 24 mars 2023 contre l'Ukraine. Il entre en jeu à la place d'Oscar Fraulo et son équipe est battue par trois buts à deux.

### Style de jeu
Évoluant au poste de milieu central, Tochi Chukwuani est décrit comme un joueur physique possédant une bonne vision du jeu et à l'aise des deux pieds.